# 푸치마스! -PETIT IDOLM@STER-
<푸치마스! - PETIT IDOLM@STER->(푸치마스! -푸치 아이돌마스터-)는 원작: 반다이남코게임스, 만화: 아카네에 의한 일본의 만화 작품. <전격「마)왕> (2011년 12월호부터 <전격 마오우>로 개칭. 아스키 미디어 워크스)에서 2008년 9월호부터 연재중. 반다이 남코 게임스의 게임 <THE IDOLM@STER>로부터의 스핀오프 작품.

## 개요
'푸치돌'이라는, 아이돌들을 꼭 닮은 모습을 한 수수께끼의 생물과 765프로의 아이돌들의 일상 풍경이 느슨한 김으로 그려지는 4컷만화.
푸치돌들의 초출은 후타바☆채널 및 아카네가 개인 사이트에서 부정기에 연재하고 있는 4컷만화로, 아카네의 2차 창작이었다. <스즈미야 하루히의 우울>의 2차 창작으로부터 공인화 된 <뇨롱 츄루야씨>에 가까운 공인 경위를 가지는 작품이라 할 수 있다.
스핀아웃 작품이지만 반다이 남코 게임스의 공인 작품이기 때문에, 단행본에는 <PROJECT IM@S>의 로고도 넣어 져 1권만 1st Vision, 2권 이후는 2nd Vision의 로고 마크가 되어 있다. 게임판 <THE IDOLM@STER SP>에 푸치돌들이 액세서리로서 등장한 것 외, 아이돌마스터의 휴대 사이트인 아이돌 마스터 모바일에서도, 본작의 컨텐츠가 전달 내용에 참가하고 있어 다른 코믹판 아이돌마스터에 없는 독자적인 전개를 보이고 있다. 굿 스마일 컨퍼니에서 트레이딩 러버 스트랩이 상품화된 적도 있다.
텔레비전 애니메이션에도 등장했던 적이 있어, 아이돌마스터의 만화 작품 중에서는 미디어 전개가 활발히 행해지고 있는 작품의 하나이다.
2012년 9월 23일의 도쿄 게임쇼에서, 게임 본편에 이어 스핀오프인 본작도 '푸치 애니메이션화'가 발표되었다.

## 등장 캐릭터
본작이 원래 2차 창작인 적도 있어, 인물 설정에 대해서는 동영상 사이트등에서 볼 수 있던 THE IDOLM@STER의 2차 창작에 영향을 받고 있는 곳이 많이 볼 수 있다.

### 푸치돌
<THE IDOLM@STER>에 등장하는 765프로의 아이돌과 꼭 닮은 모습을 한 수수께끼의 생물. 그 출자나 생태는 수수께끼에 싸이고 있다. 2등신으로 인간의 얼굴만한 크기의 몸집이 작은 체격이 특징. 사람의 말을 이야기하지 못하고, 각각의 개체마다 특징적인 울음 소리 밖에 낼 수 없지만, 야요이, 히비키, 리츠코라는 일부의 아이돌은 그녀들이 하는 말 (?)이 이해할 수 있는 것 같다. 그 외의 캐릭터도 대략의 의사 표시는 이해할 수 있는 것 같고, 커뮤니케이션은 원활히 행해지고 있다. 또한 모놀로그로 그녀들의 울음 소리를 통역할 때는 공손한 말로 표기된다. 일부의 캐릭터는 계절의 변천이나 어떠한 외적 요인에 의해서 외형이 변화한다. 각 캐릭터 개요의 기술로, 주인의 이름이 없는 푸치돌은 원칙으로서 765프로 사무소 내에서 생활하고 있다. 덧붙여 명명자나 주인이 모델의 아이돌과 같은 경우는 '본인'이라고 표기한다.
유키포 (모델유키호/명명: 마미)
소리- 아사쿠라 아즈미
마미가 제1회로 주워 왔다.
《특징》
성격도 유키호 전부. 얌전하고 마음이 약하고 낯가림을 하는 반면, 돌보기가 자주 온후.
《변화》
겨울이 되면, 너구리와 같은 꼬리가 난다. 다른 푸치돌들과 달리, 머리카락은 아니고 꼬리의 브러싱을 조른다.
겨울이 되면, 사물의 동작에서는 3할증으로 엉성하게 된다. (코타츠에 천판을 실으려고 코타츠를 파괴했다)
《울음 소리》
당초는 소리를 발표하지 않는 설정이며, 수기 신호 혹은 나팔, 한층 더 겨울은 꼬리를 털어 의사의 소통을 도모하고 있었다.
그러나 2011년 3월호에서 유키호를 마중나갔을 때 이래, 울음 소리를 발하게 되어, 현재는 "포에—" "포—" "파—" "푸—" 등 다채로운 소리가 확인되고 있다. 다만, 빠른 말은 서투른 모양.
또한 만화에서는 울지 않는 씬에서도 드라마 CD판에서는 울음 소리를 발하고 있다.
아후 (모델미키 / 명명: 아미)
소리- 하세가와 아키코
아미가 제1회로 주워 왔다.
《특징》
변덕으로, 못된 장난을 좋아하는 사람. 다른 푸치돌에 비교하고, (일본어 표기로의) 어조가 건방지게 되어 있는 일이 있다. 한 편, 애원으로 리츠코를 속이거나 바바 빼기의 룰을 이해하거나 등 머리도 좋다. 미키 본인이나 아후의 성우와 같이 주먹밥이 좋아하는 것으로, 주먹밥을 주면 따른다. 주먹밥에 대한 집착은 미키 본인에게 필적하거나 그 이상으로, 미키 본인과 싸움을 해서까지 서로 빼앗은 적도 있다. 기본적으로 먹보다워서, 히비키의 손에 잡아진 서타안다기에 먹어 다해 좌지우지되어도 놓으려고 하지 않았다.
《변화》
여름에는 털이 나, 갈색 머리의 쇼트 헤어가 된다. 또 바보털은 하트형이 된다.
《울음 소리》
평상시는 "아후" "나노!". 여름에만 "허니"가 메인이 된다.
치햐 (모델치하야/명명: 리츠코/주인: 본인)
소리 - 이마이 아사미
연재 예고로 리츠코와 함께 첫등장 해, 제2회의 라스트에 본편에 등장. 해외 로케하러 가고 있던 미키가, 로케지에서 가져 왔다.
《특징》
치하야와 회화가 성립하고 있다. 이름의 엑센트는 '치'에 놓여져 '치햐' (＼＿)라고 발음된다.
《변화》
겨울이 되면 털이 나 동물의 귀와 같은 외관의 우둔한 동모가 된다.
머리카락의 양이 "머리카락을 잘라도 다음날에는 원래 대로가 되어 있다"라고 작중으로 말해질 정도로 많아져, 그 털로 자고 있는 치하야의 얼굴을 덮어 가려 버려, 매일 저녁 질식시켜 걸치고 있다 (후에 작자의 홈 페이지의 만화에서 머리카락을 묶어 자고 있는 모양이 그려져 있다).
이 시기는 브러싱을 받는다고 기분 좋은 것 같지만 상당한 버릇털인 것 같아서, 혼자서 하면 2시간은 걸린다.
《울음 소리》
울음 소리는 주로 "큿". 브러싱 시에는 "쿠냐"라고 울고 있었다. 다만, 가슴의 큰 여성이나 의심 인물에게는 "샤!"라고 위협한다.
하루카 씨 (모델하루카/명명: 본인/주인: 야요이)
소리 - 유우키 아오이 
제4회에서 무인도에서 모습이 확인되었다. 무인도 서바이벌 로케에 데려 와 진 이오리가 조우해, 왠지 이상하게 따라져 버린다. 로케 종료 후에 야요이가 데려 돌아가, 그녀가 돌보게 되었다.
《특징·변화》
물에 젖으면 끝 없이 분열해 증식하는 체질을 가진다. 단, 더운 물에서는 증식 하지 않고, 탄산수에서는 2마리 밖에 되지 않고, 비닐 풀이나 분수 중에서는 분열하지 않고 거대화 하고, 물기가 없는 장소에서 갑자기 2분직물만 하는 등 메카니즘에는 불명점이 많다. 덧붙여 "리츠코에 노려 봐 지는 상황으로 세숫물을 취해도 전혀 변화하지 않았다", "담수에서도 분열하는 케이스로 거대화하는 케이스로 나뉘어 있어 각각의 구체적인 조건이 불명"이라는 개별의 사실로부터, 자기의 의사도 다소 관계가 있다고 생각되며 경우에 따라서는 작아지는 일도 있다.
《울음 소리》
"하루캇카!" ("캇카!") "봐이" 등. 암흑화 상태에서는 "아하하하하…".
야요 (모델야요이/명명: 타카네/주인: 타카네)
소리- 오오쿠보 루미
제7회에 등장. 타카네가 떨어뜨린 10엔 구슬의 소리에 반응해 달려든 것을 포획 되었다.
《특징》
소리에 민감하고, 특히 동전이 떨어지는 소리에는 자주 반응한다. 이것을 이용해 미우라 씨를 발견하기 위해서 불려 가는 것이 가끔 있다. 그 때는 울음 소리인 "아라~"는 아니고 효과음의 "코타푸~웅"이라는 소리를 의지하여 찾고 있다.
《변화》
계절마다의 외관의 변화 패턴이 가장 많다.
여름과 가을은 야요이와 거의 같은 머리 모양을 하고 있지만, 겨울이 되면 트윈 테일 부분이 길게 뻗어 소용돌이상의 바보털이 1 본성 있게 된다.
이번 겨울털은 이끌면 수십 cm로도 될 뿐만 아니라 매우 완고 없앨 수 있는 털로, 치햐나 유키포가 털에 걸어 잡아져 동작할 수 없게 되었던 적이 있다. 방해가 되지 않게 좌우 두 개의 경단두에 정리하는 일이 있지만, 그 경단은 형용하기 어려운 감촉인 것 같다.
봄이 되면 머리에 죽순이 나 소용돌이 바보털은 2개로 증가한다.
죽순은 의외로 시원스럽게 잡혀 곧바로 또 원래 대로 돌아 오는 것 외에 땋아서 늘어뜨린 머리를 이끌면 힘차게 발사된다. 죽순을 놓쳤을 때는 소용돌이 바보털의 권이 반대로 된다.
취한 죽순은 보통 죽순과 같이 먹을 수 있다. 다만 껍질째 삶으면 죽순이 소실하고, 마신 사람이 경직되거나 방송할 수 없는 상태가 되는 수수께끼의 액체가 완성된다.
《울음 소리》
야요이의 말버릇과 같이 "웃우" "우우~…". 드라마 CD판과 애니메이션판에서는, 소리의 톤이 크게 다르다.
칫쨩 (모델리츠코/명명: 코토리? /주인: 코토리)
소리- 와카바야시 나오미
첫등장의 제8회 첫머리에서, 벌써 사무소에 우리 물안으로 눌러 앉아 사무 처리를 하고 있었다. 주워 온 것은 코토리로, 가라사대 "길에서 추운 듯이 있어서".
《특징》
미분 적분 등 고레벨인 수학을 구사한 계산식도 잘 다룰 수 있는 만큼 머리가 좋고, 사무를 자재로 해낸다. 또, 손끝도 손재주가 있고 애니메이션판에서는 작은 돌과 나뭇가지로 레이다나 헬리콥터를 만들어 낼 수 있다.
《울음 소리》
울음 소리는 "멧" "모!".
로마에 날아갔을 때에 현지의 여성에게도 똑같이 말을 건네 문제 없게 회화하고 있었던 적이 있지만, 이탈리아어를 이해할 수 있는지는 불명.
코아미·코마미 (모델아미·마미/명명: 치하야/주인: 타카네)
소리- 시모다 아사미
제8회 라스트에 사무소에 돌아온 아즈사가 데리고 있었다. 푸치돌의 쌍둥이는 드물다는 것.
《특징》
'힘과 기술'이라는 포고 포함으로 등장. 라이더 킥처럼 차는 것이 특기인것 같아서, 등장 조속히 타카네의 안면에 2명이서 날아 차 넣었다.
《울음 소리》
울음 소리는 "토카" (코아미) "치" (코마미).
피요피요 (모델코토리/명명: 치하야)
소리- 타키카 쥬리
지상 연재 등장 전에, <아이돌 마스터 SP>의 DLC 제 3호의 액세서리 '푸치피요'로서 한발 앞서 등장. 그 DLC의 내용이 예고된 <전격「마)왕> 2009년 5월호로 이름이 독자에게 밝혀지고 있었다.
《특징》
사무 처리를 할 수 있을 뿐만 아니라 미키의 사용을 해내, 푸치돌의 취급도 손에 익고 있는 등, 별로 코토리를 닮지 않았다. 애니메이션 제 0화로의 오오카와 토오루의 나레이션 가라사대 "피요피요는 일을 할 수 있습니다. 코토리 씨보다도".
《울음 소리》
울음 소리는 "핏" 또는 "피"
마코치 (모델마코토/명명: 미키?  /주인: 본인)
소리- 히라타 히로미
제10회, 피요피요가 미키에게 의뢰받은 개야의 짐에 들어가 있었다.
《특징》
제15회 이후, 유키호의 라디오 프로그램에서 레귤러 범위를 가지고 있다. 수록 스튜디오에 잠입해, 유키호가 게스트 마코토와 토크를 펼치고 있는 동안에 마이크를 빼앗아 버려, 생방송이어서 확실 방송되었던 것이 계기.
《변화》
실로는 기본적으로 응석부리며 있는 것 같아서, 정월을 시작해 동계에 살찌기 쉽다. 그러나 원래대로 돌아가는 것도 빨라, 마코토의 설명으로는 3일에 할 수 있다는 것. 또, 운동을 너무 하면 야위어 버리지만, 수분을 보급하는 것으로 곧바로 원래대로 돌아간다. 타카네에게 '극한까지 살찌면 뜬다'라고 생각되고 있었지만, 한 번 정말로 살찐 상태로 떴다.
《울음 소리》
주로 "야" "마쿄". 웃음소리는 "헤헷". 쿠키를 손에 넣었을 때는 "야리이♪"라고 말하고 있었다.
미우라 씨 (모델아즈사/명명: 하루카)
소리- 타네다 리사
제11회, 피라미드 안에서 '열지 마라'라고 쓰여져 있던, 명백하게 이상한 상자에서 자고 있었다.
《특징》
푸치돌 중에서도 특히 한가로운 위안계로, 언니이기 때문인지 다른 푸치돌을 돌보기도 하는 것 같다.
《울음 소리》
울음 소리는 "아라".
울음 소리와는 다르지만, 등장시에 다양한 의음이 붙어 있어 평상시는 "코타푸~웅". 아즈사와 동시에 그려질 때는 "도코타푸~웅", 워프 이동 때에는 주로 "스탠바이"라는 의음이 붙는다. 야요가 감지하고 있는 것부터 "코타푸~웅"은 실제로 나와 있는 소리라고 생각된다.
이오 (모델이오리/명명: 미키/주인: 본인)
소리- 카야노 아이
제12회에 미우라씨를 거느리고 아프리카에 헤맨 아즈사가 조우했다.
《특징》
꽤 까다로운 성격으로, 가까워지려면 위협해 따르려고 하지 않는다. 그러나 떨어져 가면 쓸쓸해 해, 그것을 보여 지면 뾰롱통 해지면서도 따라 온다.머리에서 '빠박이빙'이라는 스킬을 가지고 있다. 바퀴벌레 잡으려고 썼다가 사무소가 날아갈 뻔 했다.
《울음 소리》
평상시는 "못"으로, 위협이나 화낼 때는 "키!". 웃을 때는 "니히힛".
치비키 (모델히비키/명명: 본인/주인: 본인)
소리- 누마쿠라 미나미
제13회, 타카네의 지령으로 코아미·코마미가 포획 해 온 푸치돌. 왠지 물고기의 입에 낀 채로 연행되어 왔다.
《특징》
울기 시작하면 동물 (돼지나 곰, 경우에 따라서는 환상의 진귀한 짐승이나 전설의 마수 등)을 즉석에서 소환하는 특수 능력을 가진다. 소환된 짐승은 치비키를 울린 사람에게 덤벼 들지만, 울어 그치게 하면 치비키의 설득에 따라 그 자리에서 귀환한다. 최근에는 소환한 짐승을 사역하거나 애원에 이용하는 등 여러 일면도 보인다. 소환한 동물과의 의사소통을 할 수 있다. 동물에 관해서는 #그 외의 인물 참조. 그러나, 하품이나 재채기 정도의 미량의 눈물에서도 대형의 동물이 나타나 버리거나 의도적으로 동물을 호출하려면 자상 할 필요가 있거나 등 그 능력 때문에 본인이나 주위가 곤란해 버리는 묘사도 볼 수 있다.
《울음 소리》
"하이사이!" "다조!" "하이사!" "아가!" 등 , 류큐 말을 모방한 것 같은 다채로운 울음 소리를 가진다.
타카냐 (모델타카네/명명: 자신으로부터 자칭했기 때문에 불명/주인: 아미·마미)
소리- 하라 유미
제13회 B파트의 라스트 씬으로 타카네의 옷을 이끌고 있었다.
사무소의 관리 능력의 한계를 보기 힘든 후타미 아미·마미에 의해서 거두어 진다.
난외의 소개로는 타카네 본인의 캐치프레이즈를 모방해 '은빛의 작은 왕녀'라는 캐치프레이즈가 붙여져 있다.
《특징》
필담으로 의사소통을 도모해, '기괴' '승소'등의 두 글자 숙어를 좋아한다 (히라가나를 포함한 단문도 쓸 수 있다). 제14회에서는 푸치돌 (치햐)과도 필담으로 회화하고 있었다.
《울음 소리》
사람이나 다른 푸치돌의 이름은 한 번에 2자까지 말할 수 있다 (아마미 하루카 → "아마", 미우라 씨 → "미우" 등. 단, 머리의 2자만으로는 누군지 연상할 수 없는 경우나, 푸치돌과 원래의 아이돌로 중복 해 버리는 경우에는 예외가 있다). 등장했을 때에는 "시죳"이라는 효과음이 나온다.
이와 같이 원작 코믹에서는 울음 소리가 없지만, 애니메이션판에서는 "시죠"또는 "시죠오"이다.
타카기 사장 (모델타카기 사장)
단행본의 덤 신작에 등장.
리츠코가 타카기 사장에게 생일이라고 하기도 해 선물 한 것이지만, 실은 하루카 씨의 변장.
모습은 평상시의 사장과 같이 새까맣지만, 이것도 가발이며, 위협하며 있던 치햐의 앞에서 벗겨져 놀래키고 있다.
사장은 마음에 든 것 같고, 마지막 프레임에서 다시 씌우려 하고 있는 것을 목격되고 있다.

### 내용주
1. ↑  그 또 루트는, 아카네가 아르바이트 하고 있던 게임센터에 제공한 일러스트이라는 것. 덧붙여 동점포는 2011년 1월에 폐점하고 있지만, 리츠코역의 와카바야시 나오미가 내점한 적도 있었다고 한다
2. ↑  제14화에 하루카 씨, 치햐, 야요, 마코치가 마스코트로서 각각 원 컷만 등장했다.
3. ↑  단행본 6권으로의 기술.
4. ↑  로케지의 원주민의 가면은 솔로몬 제도의 국기와 닮아 있으므로, 동국이 로케지라 생각할 수 있다.
5. ↑  증식시 타카하시·히라타를 제외한 캐스트 전원이 나카무라의 지휘하 담당하고 있다[5].
6. ↑  실제는, 미우라 씨가 살찐 상태의 마코치를 매달아 올리고 있는 것뿐으로, 뜬 것은 아니다.
7. ↑  이슬람교의 최고신 알라와는 무관계, 일본어 감동사의 "아라아라"로부터.
8. ↑  아미들에게 위협해진 박자에 소환해 버린 진귀한 짐승을 설득하고 있다.